# Michael Frank Møller
Michael Frank Møller (født 1958 Viborg) er en dansk musikjournalist og forfatter, der tidligere var ansat for Ekstra Bladet i en årrække, senere redaktionschef, reportagechef og webjournalist hos Aller Media. Han blev færdiguddannet fra Journalisthøjskolen (Aarhus) i foråret 1986 og efterfølgende ansat på Ekstra Bladet i København.

## Karriere
I sit arbejde som musikjournalist, fik Michael Frank Møller en stor berøringsflade med såvel den danske som udenlandske rock- og popmusikverden. Han fik interviewet og skrevet historier om internationale navne som Ray Charles, James Brown, Keith Richards, Iggy Pop, U2, Guns N' Roses, Bruce Springsteen m.f. og har ligeledes skrevet historier om danske musiknavne som Johnny Madsen, Sort Sol og Kim Larsen. Sidstnævnte navn affødte erindrings- og terapibogen Erindringer om Larsen og Clausen og andre ronkedorer i Rockland (2011) skrevet i fællesskabet med musikproduceren Kim Hyttel. Bogen var stærkt omdiskuteret i de danske medier efter udgivelsen.
Siden 2011 har Michael Frank Møller arbejdet som forfatter og som chauffør hos Arriva.